# Cratere Judah Ha-Levi
Judah Ha-Levi  è un cratere sulla superficie di Mercurio.